# Manoscritto di Londra

Facsimile del foglio 62 verso del manoscritto

Il Manoscritto di Londra (London, British Library, Additional 29987) è un manoscritto medievale, contenente la musica italiana del Trecento, opere prevalentemente polifoniche e danze strumentali, che ora è nella British Library.

## Il manoscritto
Il manoscritto è molto eterogeneo e disorganizzato, quindi si pensa che sia composto dalla riunione da vari fascicoli copiati in varie località in Italia settentrionale e centrale dall'ultimo decennio del XIV secolo, i quali furono infine raccolti in un unico volume a Firenze dopo il 1400. Sono stati individuati almeno undici copisti nello sviluppo di diverse parti del codice, mentre la copia della musica strumentale e pezzi sacri che seguono sono state effettuate da una sola mano. Il manoscritto contiene molti errori e segni superflui che danno l'impressione di disattenzione sulla copia.
È noto che nel 1420 è stata acquisita dalla famiglia Medici.

## Le opere
Il codice è una delle fonti più importanti di tutto il Trecento italiano ed è principalmente dedicata alla polifonia profana. Tutte le parti sono di origine italiana, ad eccezione di tre composizioni francesi, anche se due di queste ultime, sono composte dai compositori italiani Francesco Landini e Donato da Firenze. Altri compositori rappresentati nel manoscritto sono: Jacopo da Bologna, Bartolino da Padova, Egidius de Francia, Lorenzo da Firenze, Niccolò da Perugia, Vincenzo da Rimini, Bonaiuto Corsini, Donato da Firenze, Gherardello da Firenze, Pianelaio Jacopo da Firenze, Rosso Chollegrana e Zacara da Teramo.
Il codice è principalmente conosciuto perché contiene 15 danze strumentali monofoniche: 8 istanpitte (Ghaetta, Chominciamento di Gioia, Isabella, Tre Fontane, Parlamento, Belicha, In Pro e Principio di virtù), 4 saltarelli, un trotto e altri due pezzi intitolati Lamento di Tristano e La Manfredina. Tutte queste danze, di autore ignoto, sono gli unici pezzi strumentali del repertorio musicale italiano del Trecento che sono a noi sopravvissuti, ad eccezione di alcuni pezzi presenti in altre fonti.
Il Lamento di Tristano e La Manfredina, non sono pezzi allentati, ma due coppie di danze correlate. La danza iniziale di ogni coppia è composta da tre parti (Lamento di Tristano e La Manfredina) e poi segue la seconda serie in tre parti chiamate rispettivamente La Rotta e La Rotta della Manfredina. Pertanto, a volte chiamato "Lamento di Tristano - La Rotta" e "Manfredina - La Rotta della Manfredina". Questo accoppiamento di danze correlate sarà poi molto comune nel Rinascimento.
Le 15 danze italiane della raccolta sono strutturalmente simili alle danze strumentali francesi più antiche (chiamate estampie e contenute nel Chansonnier du Roy), tuttavia presentano tra loro alcune differenze significative, così come avviene con le istanpitte e i saltarelli italiani.
Oltre a queste danze il manoscritto contiene altre opere strumentali: 4 chançonete tedesche, il pezzo francese Je port amiablement di Donato da Firenze, e un pezzo anonimo che chiude la raccolta.
Sebbene la maggior parte dei pezzi siano di carattere profano, il codice contiene anche alcuni pezzi sacri come il Credo, con il quale si apre la raccolta, o il gruppo di Kyrie-Gloria-Credo presente sulla penultima pagina del manoscritto.

## Selezione discografica
I seguenti dischi contengono alcuni dei pezzi strumentali tratti da questo manoscritto:
- Istampitta - Musiques de fête à la cour des Visconti en Italie à la fin du XIVe siècle, Alla Francesca, dir. Pierre Hamon, Carlo Rizzo (Opus 111, OP 30 325)
Contiene tre salterelli, il Lamento di Tristano e le istampitte: Isabella, Tre Fontane, Principio di virtù e In Pro.
- Landini and Italian Ars Nova, Alla Francesca, dir. Pierre Hamon (Opus 111, 60-9206).
Contiene la istampitta Belicha.
- Tristan et Yseut, Alla Francesca, dir. Pierre Hamon e Brigitte Lesne (Zig-Zag Territoires, ZZT 051002), 2005.
Contiene il Lamento di Tristano.
- Troubadours - Trouvères - Minstrels, Studio der frühen Musik, dir. Thomas Binkley (Teldec)
Contiene un salterello e le Chançonete tedesche Nº 1 e 3.
- Llibre Vermell - Robin et Marion, Studio der Frühen Musik, dir. Thomas Binkley (Teldec)
Contiene il trotto
- The Art of Courtly Love, Early Music Consort of London, dir. David Munrow (Virgin Veritas)
Contiene la istampitta Tre Fontane
- Early Music Festival, Early Music Consort of London, dir. David Munrow (Decca, 2 CD)
Contiene la istampitta Ghaetta, il Lamento di Tristano, La Manfredina, il trotto e un saltarello.
- Lamento di Tristano, Capella de Ministrers, dir. Carles Magraner (CDM), 2003.
Contiene le istampitte Belicha, Chominciamento di gioia, Ghaetta, In pro, Isabella e Parlamento, il Lamento di Tristano, La Manfredina e tre saltarelli.
- Narcisso speculando, Mala Punica, dir. Pedro Memelsdorff (Harmonia Mundi), 2002.
Contiene la istampitta Isabella
- Danses, Danseryes, Musica Antiqua, dir. Christian Mendoze (Disques Pierre Verany)
Contiene il Lamento di Tristano, La Manfredina, il trotto e due saltarelli.
- La Lira d'Esperia, Jordi Savall e Pedro Estevan (Auvidis Astrée).
Contiene la istampitta In pro, il Lamento di Tristano, La Manfredina, il trotto e due saltarelli.
- Music for a Medieval Banquet, The Newberry Consort, dir. Mary Springfels (Harmonia Mundi)
Contiene le istampitte Cominciamento di gioia, Principio de virtù e il trotto
- Futuro antico I, Angelo Branduardi (EMI), 1996.
Contiene un Saltarello, il Lamento di Tristano e Rotta

## Riferimenti e bibliografia
- Richard H. Hoppin, La Música medieval. 2000. Madrid. Ed. Akal. ISBN 84-7600-683-7. (pags. 367-368)
- Commentari di Francis Biggi nel libriccino del disco Istampitta - Musiques de fête à la cour des Visconti di Alla Francesca.